# Кассіоро
Ка́ссіоро (ест. Kassioro järv) — природне озеро в Естонії, у волості Вастселійна повіту Вирумаа.

## Розташування
Кассіоро належить до Чудського суббасейну Східноестонського басейну.
Озеро лежить на південь від села Ортума.

## Опис
Загальна площа озера становить 1 га. Довжина берегової лінії — 475 м.